# Dreaming No. 11
Dreaming #11 е EP на Джо Сатриани, издадено през 1988 г. Съдържа три изпълнения на живо и едно ново студийно парче – „The Crush of Love“. Изпълненията на живо са взети от турнето за албума „Surfing with the Alien“, от концерта в Калифорния Тиътър, Сан Диего, на 11 юни 1988 г.

## Състав
- Джо Сатриани – китара
- Стюарт Хам – бас
- Джонатан Мувър – барабани